# Wolodymyr Matwijtschuk
Wolodymyr Mykolajowytsch Matwijtschuk (ukrainisch Володимир Миколайович Матвійчук; * 29. Dezember 1982 in Berdytschiw, Ukrainische SSR) ist ein ehemaliger ukrainischer Boxer im Halbweltergewicht und Teilnehmer der Olympischen Spiele 2016.

## Boxkarriere
Wolodymyr Matwijtschuk gewann jeweils eine Bronzemedaille im Leichtgewicht bei den Militär-Weltmeisterschaften 2004 in Fort Huachuca und den Europameisterschaften 2011 in Ankara. Beim olympischen Qualifikationsturnier in Venezuela 2016 qualifizierte er sich im Halbweltergewicht für die Olympischen Spiele 2016 in Rio de Janeiro. Dort schied er im Halbweltergewicht in der Vorrunde gegen Collazo Sotomayor aus.
Zudem boxte er 2012, 2015 und 2016 für das Team Ukraine Otamans in der World Series of Boxing.